# Nijntje de film
Nijntje de film is een Nederlandse stop-frame poppenanimatiefilm uit 2013 over het fictieve konijntje Nijntje. Tijdens de voorstellingen werden de lichten in de zaal niet volledig gedimd en het geluid werd minder luid gezet vanwege het jonge publiek.
Het was wereldwijd gezien een van de eerste animatie bioscoopfilms voor deze leeftijdsgroep en de 1ste Nederlandse bioscoopfilm voor deze doelgroep.
Nijntje de film won in 2013 een Gouden-film prijs nadat er meer dan 100.000 bezoekers naar de bioscoop kwamen. 

## Synopsis
Nijntje gaat met haar ouders, Knorretje, Nina en de hond naar de dierentuin. Ze moeten een speurtocht volgen om een schat te verdienen.